# Шмаленберг
Шмаленберг (Schmallenberg virus) е вирусно заболяване, причинявано от РНК вирус, представител на род Orthobunyavirus на семейство Bunyaviridae близък до Akabane virus и вероятно родствен на Shamonda virus. Вирусът е изолиран лабораторно на 1 декември 2011 г. от три проби, взети от болни животни в градчето Шмаленберг в Северен Рейн-Вестфалия, Германия. Вирусът поразява говеда, а по-късно е установено, че засяга още овце и кози. Няма данни да е опасен за хората.

## Вирус
Непознато заболяване с признаци на треска, загуба на апетит, остра диария и понижена млечна продукция се появява през август 2011 г. в говедовъдни ферми в Германия и Нидерландия. За първи път вирусът е изолиран през 1 декември 2011 г. Установено е, че принадлежи към род Orthobunyavirus. По-нататъшен генен анализ разкрива, че принадлежи към серогрупата Simbu (която включва и вирусите Shamonda, Aina и Akabane). Въз основа на географския произход на пробата, от която е изолиран, е наречен Schmallenberg virus. Поради сходствата на вируса с останалите три вируса и липсата на заболявания при хората се предполага, че и вирусът Шмаленберг не е опасен за хората.
Вирусите от групата Simbu съдържат отрицателна РНК верига, чиито геном е съставен от три сегмента:
- L (голям). Кодира продукцията на вирусната полимераза.
- M (среден). Кодира продукцията на повърхностните гликопротеини Gn и Gc.
- S (малък). Кодира продукцията на протеин от нуклеокапсида и безструктурен протеин.

## Разпространение
От началото на месец декември 2011 г. до края на януари 2012 г. заболяване причинено от вируса Шмаленберг е установен в 5 държави както следва:
- Белгия – установено е на 14 декември 2011 г. Към 24 януари 2012 г. са регистрирани 15 огнища с 27 заболели овце и 1 говедо. Към 6 февруари броят им се увеличава на 88 (4 с говеда, 83 с овце и 1 с кози) броя ферми.
- Холандия – установено е на 19 декември 2011 г. Към 31 януари 2012 г. са регистрирани 87 огнища с 327 заболели овце, 5 кози и 3 говеда. По данни на Министерството на земеделието и външната търговия към 8 февруари 2012 г. са получени съобщения за 450 ферми, в които са установени симптоми наподобяващи заразяване с вируса Шмаленберг. Засегнати са 168 ферми с овце, 261 ферми с говеда и 19 ферми с кози. От тях вирусът е доказан в 3 ферми за говеда, 88 за овце и 5 за кози.
- Германия – установено е на 27 декември 2011 г. Засегнатите ферми са в провинциите Хесен, Баден-Вюртемберг, Северен Рейн-Вестфалия, Рейнланд-Пфалц, Шлезвиг-Холщайн и Долна Саксония. Към 27 януари 2012 г. са регистрирани 87 огнища с 436 заболели овце, 11 кози и 6 говеда. Към 14 февруари института Фридрих Льофлер съобщава, че поразените ферми са 473 (15 с говеда, 438 с овце и 20 с кози) броя. В една от поразените в Рейнланд-Пфалц ферми заболява и бизон.[8]
- Великобритания – установено е на 14 януари 2012 г. Към 24 януари 2012 г. са регистрирани 4 огнища с 24 заболели овце. Засегнатите ферми са в графствата Норфолк, Съфолк и Източен Съсекс. Към 31 януари 2012 г. поразените ферми са 11 като част от някои са и в графство Кент. Предполага се, че заболяването прониква на острова в резултат на въздушни течения пренасящи векторните насекоми или в резултат на вътреобщностна търговия на дребен рогат добитък.[9] По данни на DEFRA до 13 февруари инфекцията е доказана в 39 ферми с овце и по една ферма с говеда и кози.
- Франция – установено е на 20 януари 2012 г. Към 31 януари 2012 г. са регистрирани 39 огнища със 164 заболели овце. Засегнатите ферми са в департаментите Мозел и Мьорт е Мозел. Към 5 февруари заболяването е констатирано единствено във ферми за овце като техният брой нараства до 50.
- Италия – на 6 февруари 2012 г. в Северна Италия, провинция Венето е установено едно епизоотично огнище на вируса Шмаленберг при коза.[10]
- Люксембург – на 7 февруари 2012 г. в Люксембург е установено наличие на вируса при овца.[11]

## Епизоотология
Вирусите от серогрупата Simbu най-често причиняват заболявания сред преживните животни населяващи Южна Азия, Австралия, Африка и Средния Изток (Израел) в район, намиращ се между 35° северна и 35° южна ширина. Вируси от серогрупата не са установявани в Европа. За тях е известно, че предаването е по два механизма – вертикален (трансплацентарен) и чрез вектори насекоми. За момента се предполага, че при вируса Шмаленберг преносители са насекоми основно от род Culicoides и по-рядко комари., които са неактивни до месец май. Освен говеда, овце и кози е доказано, че от вируса се заразяват и бизони. Няма информация за това да боледуват диви и екзотични преживни животни (камили, лами). За останалите вируси от групата Simbu е известно, че антитела на вируса Akabane са открити в коне, магарета, бизони, сърни, камили и дори при прасета. Някои вируси от тази група (като Mermet, Peaton и Oropouche) са откривани при птици. Установено е, че от вируса на Шмаленберг експериментално се заразяват мишки и хамстери.
Няма данни хора да се заразяват и да боледуват от новооткритото заболяване. Проучванията показват, че и другите вируси от групата не поразяват човека.
Предаването на вируса става по два начина – чрез ухапване от комари и мокреци и трансплацентарно при бременни животни. Директният контакт е слабо възможен и не е доказан.

## Клинични признаци
Установено е, че при експериментално заразяване на телета инкубационния период е в рамките на 2 до 5 дни. Няма сведения за овце и кози.
Клиничните признаци при засегнатите едри преживни животни са наблюдавани в периода на усилен летеж на векторните насекоми (от април до ноември). Изразяват се в треска, загуба на апетит, намаляване на млеконадоя до 50% и диария. Те изчезват след няколко дни. Стадия на виремия е твърде кратък – 1 до 6 дни. Подобни признаци не са наблюдавани при овце и кози.
Основна роля в заболяването, по аналогия с Akabane, е заразяването на плода по време на бременността. При Akabane вирусът поразява плода в периода от 28 до 56 ден при овце и кози и от 75 до 150 ден при говеда. Освен аборти и раждане на уродливи малки, плодът може да се роди преждевременно, а малкото да е мъртво.
При новородените малформациите се манифестират с артрогрипоза (анкилоза и скъсяване на сухожилията), тортиколис, сколиоза, брахигнация на горната челюст и хидроцефалия.
При абортираните фетуси се демонстрира с хидроненцефалит, хипоплазия на централната нервна система, поренцефалит и подкожни отоци при телетата.
Прието е малформациите, дължащи се на поражения от вируси от групата Simbu, да се наричат „Артрогрипозно-хидроенцефалитен синдром“.

## Патологоанатомични изменения
Смъртността при заболелите дребни преживни животни понякога достига до 100%. Отличителни за заболяването са признаците, наблюдавани при умрелите животни – крайниците са необичайно изкривени и твърди, врата е усукан, липсва малък мозък (Hypoplasia cerebellum), тимусът е увеличен. Умрелите агнета и козлета са със сериозни малформации на гръбначния стълб и ставите (артрогрипоза), установява се хидроцефалия и деформации на челюстите.

## Диференциална диагноза
По отношение на острата инфекция е нужно да се отдиферинцира от:
- Син език.
- Епизоотична хеморагична септицемия, Ибараки (Epizootic haemorrhagic disease).
- Шап.
- Мукозна болест - Вирусна диария, Бордерова болест и заболявания, причинявани от други представители на Pestivirus.
- Злокачествена катарална треска и други представители на Herpesvirus.
- Треска от долината Рифт.
- Ефемерна треска по говедата (Bovine ephemeral fever).
- Отравяния от различно естество.

По отношение на малформациите при телета и агнета:
- Отравяния от различно естество.
- Генетични фактори.
- Син език.
- Заболявания, причинени от пестивируси.
- Заразяване с други вируси от серогрупата Simbu (Akabane).

## Диагноза
Проби на терена се взимат от живи животни:
- Кръв стабилизирана с ЕДТА.
- Серум – не по-малко от 2 ml, транспортиран в охладено състояние до лабораторията.

Проби от уродливи телета, агнета и ярета:
- От умрели – тъканна проба от мозък (малък и преден), допълнителни проби – части от централната нервна система, далак и кръв.
- От живи новородени – кръв, взета преди животното да е засукало коластра, серум и мекониум. Пробите трябва да се транспортират охладени или замразени.
- Плацента и амниотични течности.

Вирусът е изолиран от мозък на агнета с аномалии. Могат да се изследват и кръв, взета в стадий на виремия и диарично съдържание. За доказване на присъствието на вируса, както и за неговото точно генотипизиране се използва метода на полимеразната верижна реакция в реално време (RT-PCR), както и детекция чрез индиректна имунофлуоресценция. Към 22 декември 2011 година, Европейският център за предпазване от болести и контрол препоръчва допълнителното валидиране на присъствието на вируса, ако се използва метода на полимеразната верижна реакция в реално време. Обаче до края на 2011 година серологичните методи за диагностика не са налице, поради липса на съответни специфични антитела , поради което полимеразната верижна реакция в реално време остава единствения метод за диагностика поне до началото на 2012 година. По същото време съпътстващият метод за диагностика и визуализация чрез индиректна имунофлуоресценция, а и метода на неутрализация посредством антитела са в процес на разработка и допълнително оптимизиране за конкретния вирус.
Вирусът се изолира и от пасиране в клетъчни култури.
Методите за доказване на заболяването със серологични тестове са:
- Индиректна имунофлуоресценция – използването на комбинация от две антитела, първично, разпознаващо вируса и вторично, позволяващо визуализация.
- Неутрализационен тест с използване на неутрализационни антитела.
- Детектиране и околичествяване чрез използване на ензимно-свързания имуносорбентен тест (на английски: ELISA, чете се ЕЛАЙЗА).

## Секвениране на вирусния геном
Работата по определянето на полинуклеотидната последователност на вируса или така нареченото секвениране, започва през октомври 2011 година с анализа на кръвни проби взети от крави от района на Шмаленберг в Северен Рейн-Вестфалия, Германия. От тези три проби и от клинично здрав организъм са направени четири секвенционни библиотеки (по две от ДНК или РНК от серумните проби), които впоследствие са секвенирани чрез използване на 454 метода. Първоначално са открити 7 фрагмента от нов вирус, като данните са обогатени с още 22 секвенционни последователности от същия вирус. Резултатите са обобщени в 3 отделни непрекъснати последователности, представящи част от генома на вируса. Секвенцията на тези три сегмента е допълнително прецизирана чрез използване на метода на секвениране по Сангер и метода на секвениране от ново поколение. Сегментите са означени като малък (830 нуклеотида), среден (4415 нуклеотида) и голям (6865 нуклеотида) и са депозирани в базата данни на Международния проект за сътрудничество за база данни на нуклеотидни секвенци (INSDC). Към март 2012 година, именно секвенциите на тези три сегмента се използват за диагностика на вируса чрез метода на полимеразната верижна реакция в реално време и са в основата на типизирането на вируса и филогенетично му характеризиране.

## Профилактика
Не съществува ваксина срещу тази болест.